# La Creu Coberta
|  | Per a altres significats, vegeu «Creu Coberta». |

La Creu Coberta és un barri de la ciutat de València que forma part del districte de Jesús, al sud de la ciutat. La seua població el 2009 era de 6.374 habitants.
Pren el nom de la Creu Coberta del vell Camí Reial de València a Xàtiva i Madrid, antiga creu de terme del segle xiv, coberta amb un edicle entre 1432 i 1535 i restaurada el 1898 que marcava el límit del terme municipal de la ciutat pel sud.
És travessat de nord a sud per l'eix central que és el carrer de Sant Vicent Màrtir, considerat el carrer més llarg de la ciutat amb més de tres quilòmetres de longitud. Limita al nord amb el barri de La Raïosa, a l'est amb Malilla del districte de Quatre Carreres, al sud amb Sant Marcel·lí i el Camí Real, i a l'oest amb L'Hort de Senabre.
Els extrems del barri el delimiten el carrer de Tomàs de Villarroya al sud (molt pròxim a la Ronda Sud de València), el carrer dels Carters i de Joaquim Navarro a l'oest, el carrer de la Pianista Amparo Iturbi al nord, i les vies del ferrocarril procedents de l'Estació del Nord a l'est.
El barri de la Creu Coberta es troba pràcticament partit pel "Quarter Militar del Parc d'Artilleria", actualment abandonat i tancat, els terrenys del qual estan integrats en el projecte del futur Parc Central, i totes les instal·lacions seran enderrocades per a construir el parc i habitatges de protecció oficial (VPO).
Al sud del barri és on es troba l'entrada tradicional a València pel camí ral de Madrid i dels pobles del sud, l'església del Santíssim Crist de la Providència (església del barri, construïda entre 1916 i 1918.), la plaça d'Holanda i la famosa Creu Coberta al carrer de Sant Vicent Màrtir que li dona nom al barri. L'eix viari d'esta part del barri seria l'avinguda del Primer de Maig, d'est a oest.
La part septentrional del barri es troba al nord del "Quarter Militar del Parc d'Artilleria", entre el carrer de Sant Vicent Màrtir a l'est, el carrer dels Carters a l'oest, el carrer del Poeta Francesc Caballero Muñoz al sud, i al nord el carrer Joaquim Navarro que també marca el límit amb el barri de L'Hort de Senabre. Ací es troba també la plaça de Santiago Suárez, el mercat de la Mare de Déu de Valvanera i les instal·lacions de la grua municipal que atén al sector sud de la ciutat.